# Monument a Confuci
El monument a Confuci (castellà: Monumento a Confucio) és un monument històric de la ciutat de Montevideo, capital de l'Uruguai. Es troba al barri de Parque Rodó i és zona de peregrinació de molts confucionistes.
A la seva base, de marbre i granit, es pot llegir la frase (en castellà): La educación debe ser sin discriminación de clases.
El 2008, militants del Front Ampli de l'Uruguai (coalició política esquerrana), van peregrinar al monument de Confuci, segons ells, per reunir-se i trobar respostes clares del camí que havia de seguir el partit.